# 헬무트 크노헨
헬무트 크노헨 (Helmut Knochen, 1910년 3월 14일, 독일 마그데부르크 ~ 2003년 4월 4일) 은 독일의 친위대 대령 (SS-Standartenführer) 으로, 제2차 세계 대전 중 나치 점령하의 프랑스 파리에서 보안 경찰 (Sicherheitspolizei) 과 보안대 (Sicherheitsdienst)의 고위 지휘관을 지냈다.

## 생애
크노헨은 1910년, 마그데부르크에서 태어나, 라이프치히 대학교와 괴팅겐 대학교에서 역사학과 영어를 공부하고, 괴팅겐 대학교에서 철학 박사 학위를 취득하였다. 그는 나치당 (NSDAP) 이 정권을 장악하기 이전인 1932년에 나치당에 입당하였다. 1936년에 친위대에 입대하였으며, 라인하르트 하이드리히가 이끄는 보안대 (SD)의 행정부에 참여하였다.
1940년, 프랑스 파리의 보안 경찰 및 보안대 사령관 (독일어: Befehlshaber der Sicherheitspolizei und des SD, BdS) 에 임명되었고, 그는 부관 쿠르트 리슈카 (Kurt Lischka), 파리의 친위대 및 경찰 고급 지도자 (독일어: Höhere SS und Polizeiführer, HSSPF) 카를 오베르크 (Karl Oberg)와 함께 나치 점령 하의 파리에 들어가 200,000명 이상의 유대인들을 각지의 유대인 강제 수용소로 보냈다.
전후인 1946년 6월, 크노헨은 영국의 군사 재판소로부터 영국인 비행기 조종사를 살해한 죄로 사형 판결을 받았다. 그러나 형은 집행되지 않았고, 1947년 7월, 프랑스로 이송되었다. 프랑스에서 크노헨은, 1954년 10월 파리에서 프랑스 군사 재판소에 의해 또 다시 사형 판결을 받았다. 1958년 판결에서는 종신형으로 감형되었고, 1962년에 샤를 드 골의 사면에 따라 프랑스의 감옥에서 석방되었다. 크노헨은 당초에 바덴바덴에 머물었으나, 그 후 클라우슈탈첼러펠트 (Clausthal-Zellerfeld) 근교의 하넨클레 (Hahnenklee) 로 자리를 옮겼다. 1963년 이후, 오펜바흐 암 마인 (Offenbach am Main) 에 거주하였으며, 보험 대리인으로 일하다가 은퇴하고, 2003년에 바덴바덴에서 사망하였다.

## 같이 보기
- 비시 프랑스
- 쿠르트 리슈카
- 카를 오베르크

## 참고 문헌 및 관련 서적
- Claudia Moisel Frankreich und die deutschen Kriegsverbrecher. Politik und Praxis der Strafverfolgung nach dem Zweiten Weltkrieg (= Norbert Frei (Hrsg): Beiträge zur Geschichte des 20. Jahrhunderts. Band 2) Göttingen: Wallstein, 2004. ISBN 3-89244-749-7
- 《비시 신드롬》- 앙리 루소 지음, 이학수 번역